# Café Meijers

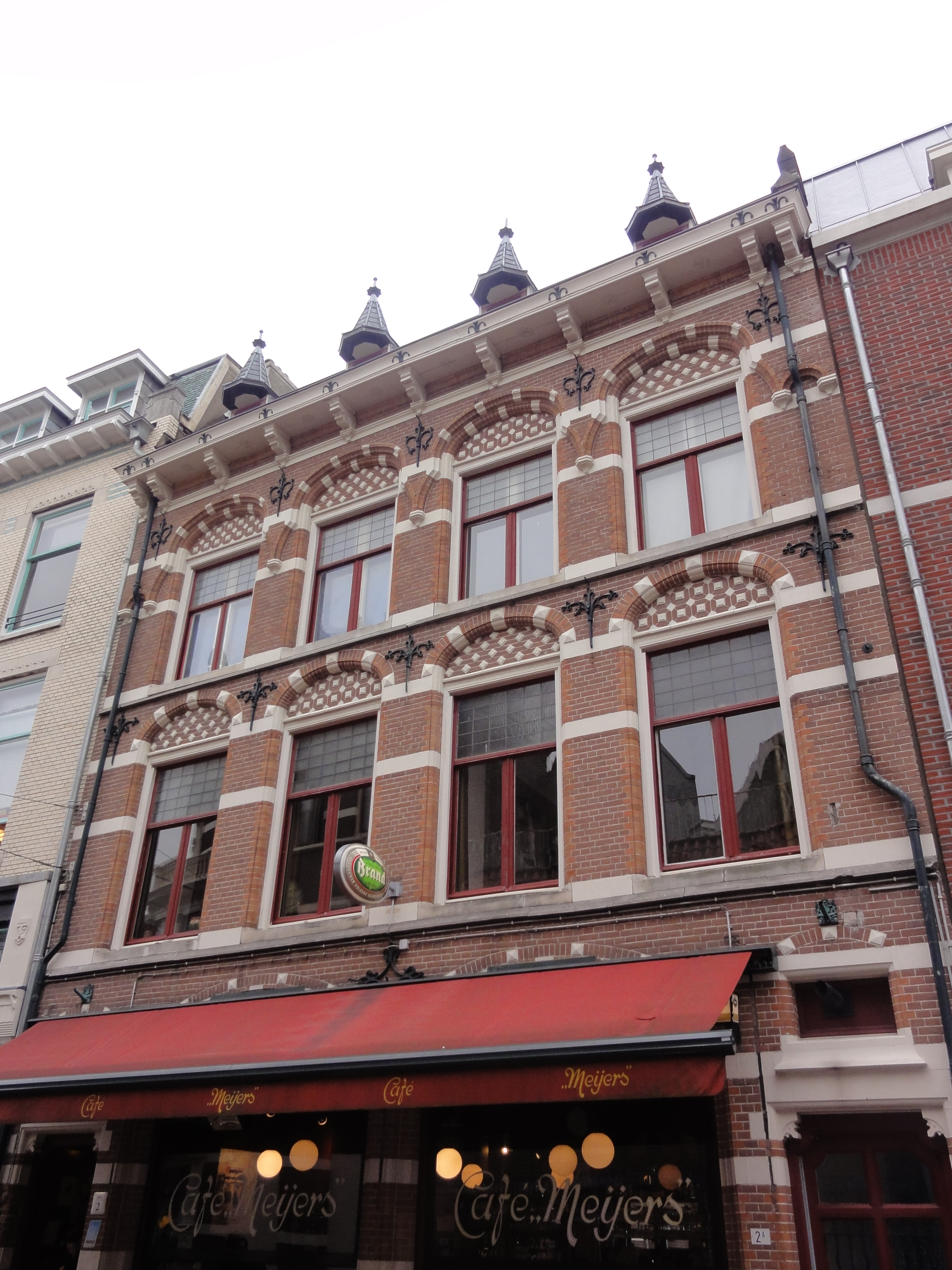
Café Meijers

Café Meijers is een horecagelegenheid in de Beekstraat in het centrum van Arnhem. Het adres waar Meijers is gevestigd werd al in 1828 als locatie van een horecaonderneming. Het huidige pand, in een deels neorenaissance, en deels neogotische bouwstijl, dateert van ca. 1880 en is sinds 2000 een rijksmonument. In de jaren 1960 tot en met 1990 trok het café een meer alternatief publiek aan, dat politiek en cultureel geïnteresseerd en/of geëngageerd was. 
Tussen 1934 en 1970 heette het etablissement 'Claassen'. Rond 1960 werd het gekocht door Ad Meijers wiens naam aan het bedrijf zou blijven kleven. Hij verkocht het in 1971 aan Dick Zwarts, deze liet beeldende kunstenaars exposeren in het café. Uitbaters daarna waren onder andere Rietje Mackenbach (1989-1993), Bert Kokke (1997-2006) en Wolter de Bes (2006-2012). 
Café Meijers is een traditioneel café met eenvoudig houten meubilair, een leestafel, een monumentale tapkast en met regelmatig werken van lokale kunstenaars aan de muur. 